# No-hitter

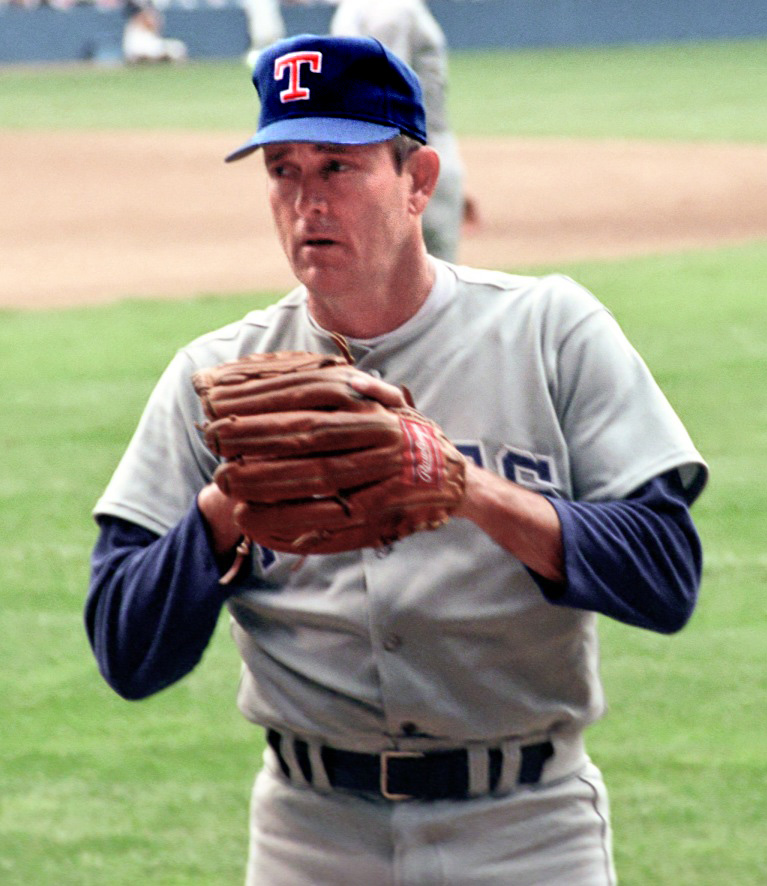
Nolan Ryan rozegrał najwięcej no-hitterów w historii MLB.

No-hitter – mecz baseballowy, w którym miotacz nie dopuścił do zdobycia bazy przez zawodnika drużyny przeciwnej poprzez uderzenie. No-hitter jest najczęściej shutoutem, choć zanotowano przypadki, w których drużyna atakująca zdobyła runa, poprzez uprzednie zaliczenie bazy wskutek błędu, base on balls lub  hit by pitch.
| Liga                         | Liczba no-hitterów | Najwięcej no-hitterów                  |
| Major League Baseball        | 300                | Nolan Ryan – 7                         |
| Nippon Professional Baseball | 89                 | Eiji Sawamura – 3 Yoshiro Sotokoba – 3 |